# 백운택
백운택(白雲澤, 1932년 2월 29일 ~ 1982년 11월 3일)은 대한민국의 군인이다.

## 생애
대한민국 육군사관학교 제11기 출신으로, 국방부 병무담당관 등을 지낸 그는 1979년 육군 제71방위사단장 당시 발생한 12.12 군사 반란에 가담했다. 1982년 11월 3일 경기도 육군 제1군단장으로 있던 중 대구직할시 출장지에서 갑자기 병으로 사망하였다.
이미 5공 정권 시기에 군직 복무 중 사망하여 국립서울현충원에 안장되었다.

### 학력
- 대한민국 육군사관학교 11기 문학사
- 대한민국 육군보병학교 졸업
- 대한민국 육군대학 졸업

## 미디어 매체
- 권혁 - 2023년 영화 《서울의 봄》